# Heliophanus orchesta
Heliophanus orchesta là một loài nhện trong họ Salticidae.
Loài này thuộc chi Heliophanus. Heliophanus orchesta được Eugène Simon miêu tả năm 1886.